# Ödön Zombori

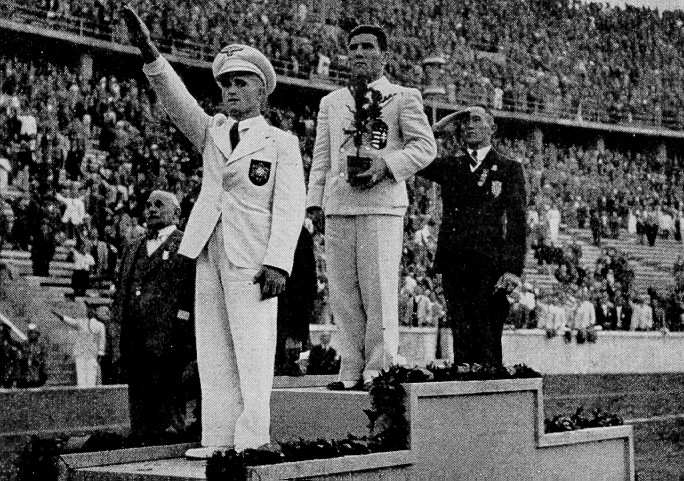
Ödön Zombori (Olympiasieger 1936, Mitte)

Ödön Zombori (* 16. September 1906 in Szenta; † 29. November 1989 in Budapest) war ein ungarischer Ringer.

## Werdegang
Ödön Zombori begann als Jugendlicher in Budapest mit dem Ringen. Er entstammte einer Familie, in der sich mehrere Mitglieder dem Ringen widmeten. So war auch sein Bruder Gyula ein hervorragender Ringer und Vizeeuropameister 1930 im griechisch-römischen Stil im Weltergewicht. Ödön gehörte dem Magyar Atlétikai Club (MAC) Budapest an.
Auf der internationalen Ringermatte erschien Ödön erstmals bei den Olympischen Spielen 1928 in Amsterdam. Er kam im Bantamgewicht, griechisch-römischer Stil, zu drei Punktsiegen, schied dann aber nach einer Niederlage gegen Giovanni Gozzi aus Italien aus und belegte einen guten 5. Platz. Bei der Europameisterschaft 1929 in Dortmund kam er im griechisch-römischen Stil zu zwei Punktsiegen und schied wieder schon nach einer Niederlage, diesmal gegen Svend Martinsen aus Norwegen, wegen des Erreichens von 5 Fehlerpunkten aus.
1930 startete er bei der Europameisterschaft in Stockholm im griechisch-römischen Stil im Federgewicht und gewann seine erste Medaille. Nach zwei Siegen scheiterte er diesmal an dem berühmten Kustaa Pihlajamäki aus Finnland. Bei der Europameisterschaft 1931 in Prag erreichte Ödön im Federgewicht im griechisch-römischen Stil nur den undankbaren 4. Platz. Er nahm aber im selben Jahr erstmals bei der Europameisterschaft im heimischen Budapest im freien Stil teil und gewann dort in überlegenem Stil den Europameistertitel.
Mit großen Hoffnungen fuhr Ödön deshalb zu den Olympischen Spielen 1932 nach Los Angeles. Er enttäuschte zwar im griechisch-römischen Stil, als er nach zwei Niederlagen ausscheiden musste, gewann aber im freien Stil im Bantamgewicht die Silbermedaille. Im Finale unterlag er dabei dem überragenden Robert E. Pearce aus den USA. Bei der Europameisterschaft 1933 in Helsinki gewann Ödön endlich auch einen Titel im griechisch-römischen Stil. Er siegte im Bantamgewicht trotz einer Punktniederlage gegen Herman Tuvesson aus Schweden. Der zweite Titelgewinn im freien Stil des gleichen Jahres in Paris im Bantamgewicht machte das Jahr 1933 zu einem der erfolgreichsten Jahre seiner Laufbahn.
1934 wurde Ödön in Rom Vizeeuropameister im Bantamgewicht, griechisch-römischer Stil, nach einer erneuten Niederlage gegen Hermann Tuvesson. 1935 schied er bei der Europameisterschaft im griechisch-römischen Stil in Kopenhagen im Federgewicht nach Niederlagen in den beiden ersten Runden ohne Medaillengewinn aus. Für die Europameisterschaft im freien Stil konnte er sich gar nicht qualifizieren, weil er bei der ungarischen Meisterschaft gegen Ferenc Tóth im Federgewicht verloren hatte.
Nach dem schlechten Abschneiden bei der Europameisterschaft 1935 wurde von ihm bei den Olympischen Spielen 1936 in Berlin, für die er noch einmal in das Bantamgewicht abtrainiert hatte, nicht mehr allzu viel erwartet, zumal er schon 32 Jahre alt war. Ödön belehrte seine Kritiker aber eines besseren, denn er wurde mit fünf Siegen, davon vier Schultersiegen und einer Niederlage gegen Hermann Tuvesson, gegen den er einfach nicht gewinnen konnte, dank seines Sieges über den US-Amerikaner Ross Flood, der wiederum Tuvesson besiegt hatte und dank seiner vier Schultersiege, Olympiasieger.
Nach diesen Olympischen Spielen beendete Ödön Zombori seine Ringerlaufbahn. Er überstand den Krieg in Budapest und wanderte 1948 kurz vor der Machtergreifung der Kommunisten in Ungarn in die USA aus, wo er noch über vierzig Jahre lang lebte und in Glendale begraben ist. 
Die Ergebnisse der internationalen Meisterschaften, an denen Ödön Zombori teilnahm, sind aus dem folgenden Abschnitt zu ersehen.

## Internationale Erfolge
(OS = Olympische Spiele, EM = Europameisterschaft, GR = griechisch-römischer Stil, F = Freistil, Ba = Bantamgewicht, Fe = Federgewicht, damals bis 56 kg bzw. 61 kg Körpergewicht)
- 1928, 5. Platz, OS in Amsterdam, GR, Ba, mit Siegen über Georgios Zervinis, Griechenland, Anselm Ahlfors, Finnland und Svend Martinsen, Norwegen und einer Niederlage gegen Giovanni Gozzi, Italien;
- 1929, 4. Platz, EM in Dortmund, GR, Ba, mit Siegen über Oskar Lindelöw, Schweden und Giovanni Gozzi und einer Niederlage gegen Svend Martinsen;
- 1930, 3. Platz, EM in Stockholm, GR, Fe, mit Siegen über Eugen Fleischmann, Tschechoslowakei und Einar Karlsson, Schweden und einer Niederlage gegen Kustaa Pihlajamäki, Finnland;
- 1931, 4. Platz, EM in Prag, GR, Fe, mit Siegen über Claus Johansson, Schweden und Dante Chiari, Italien und Niederlagen gegen Jindřich Maudr, Tschechoslowakei und Kustaa Pihlajamäki;
- 1931, 1. Platz, EM in Budapest, F, Ba, mit Siegen über Julien Depuychaffray, Frankreich, Piet Mollin, Belgien und Bror Wingren, Schweden;
- 1932, 6. Platz, OS in Los Angeles, GR, Fe, nach Niederlagen gegen Wolfgang Ehrl, Deutschland und Lauri Koskela, Finnland;
- 1932, Silbermedaille, OS in Los Angeles, F, Ba, mit Siegen über Julien Depuychaffray, Bror Wingren und Aatos Jaskari, Finnland und einer Niederlage gegen Robert E. Pearce, USA;
- 1933, 1. Platz, EM in Helsinki, GR, Ba, mit Siegen über Antonín Nič, Tschechoslowakei, Johan Pontsson, Estland und Väinö Perttunen, Finnland und trotz einer Niederlage gegen Herman Tuvesson, Schweden;
- 1933, 1. Platz, EM in Paris, F, Ba, mit Siegen über Julien Depuychaffray, Vandenberghe, Belgien, Hermann Fischer, Deutschland und Joseph Reid, Großbritannien;
- 1934, 2. Platz, EM in Rom, GR, Ba, mit Siegen über Antonín Nič und Ion Horvath, Rumänien und Niederlagen gegen Marcello Nizzola, Italien und Herman Tuvesson;
- 1935, 8. Platz, EM in Kopenhagen, GR, Fe, nach Niederlagen gegen Göte Persson, Schweden und Aage Meier, Dänemark;
- 1936, Goldmedaille, OS in Berlin, F, Ba, mit Siegen über Ahmet Cakiryldiz, Türkei, Gustave Laporte, Belgien, Marcello Nizzola, Johannes Herbert, Deutschland und Ross Flood, USA und trotz einer Niederlage gegen Herman Tuvesson

## Ungarische Meisterschaften
Die ungarische Meisterschaft gewann Ödön Zombori 1928 und 1931 im Bantamgewicht und 1935 im Federgewicht, jeweils im griechisch-römischen Stil.